# Tiszakécske LC
Tiszakécske LC is een voetbalclub uit Hongarije. Dat is opgericht in 2000, nadat de voorganger Tiszakécske FC ophield te bestaan. 

## Geschiedenis
De voorganger van de club is een enkel seizoen actief geweest op het hoogste niveau van Hongarije, dat was in 1997/98.
Na de heroprichting van de club moest deze in 2000 beginnen op het zevende niveau. De lijn naar boven werd snel ingezet. En tot het seizoen van 2016/17 was de club actief op het vierde en vijfde niveau van Hongarije. In 2018 werd een eerste plaats behaald op het derde niveau. De volgende twee seizoenen kwam de club uit op het tweede niveau. Echter verliep het tweede seizoen voor de club niet goed en degradeerde zodoende naar het derde niveau. Waar het in 2021 gelijk promotie bemachtigde en nadien kwam de club enkele jaren uit op het tweede niveau vanuit waar het in 2024 wederom degradeerde.